# Carlos Garaikoetxea
Carlos Garaikoetxea Urriza (Pamplona, 2 de junio de 1938) es un político, abogado y economista español de ideología nacionalista vasca.
Como miembro del Partido Nacionalista Vasco, fue el segundo y último presidente del órgano preautonómico del País Vasco, el Consejo General Vasco, y el primer lendakari del Gobierno Vasco tras la promulgación del Estatuto de Guernica (1980), cargo que ocupó hasta 1985. Fundó y presidió Eusko Alkartasuna tras su escisión del PNV en 1986. En 1999 se retiró de la política activa y reside en Zarauz.

## Biografía

### Formación y primeros años
Nació en Pamplona en 1938, en el seno de una familia numerosa, de tradición carlista, originaria de la montaña de Navarra. Realizó sus primeros estudios en el colegio pamplonés de los Escolapios. Se licenció en Derecho y Económicas en la Universidad de Deusto, viajando posteriormente a Londres y a París con el fin de ampliar su formación. Garaikoetxea no era vascoparlante, pero estudió euskera. Tras su regreso a España trabajó en el sector privado, llegando a presidir la Cámara de Comercio e Industria de Navarra (1962-1972). Como representante de esta institución, formó parte del Consejo Foral de Navarra.

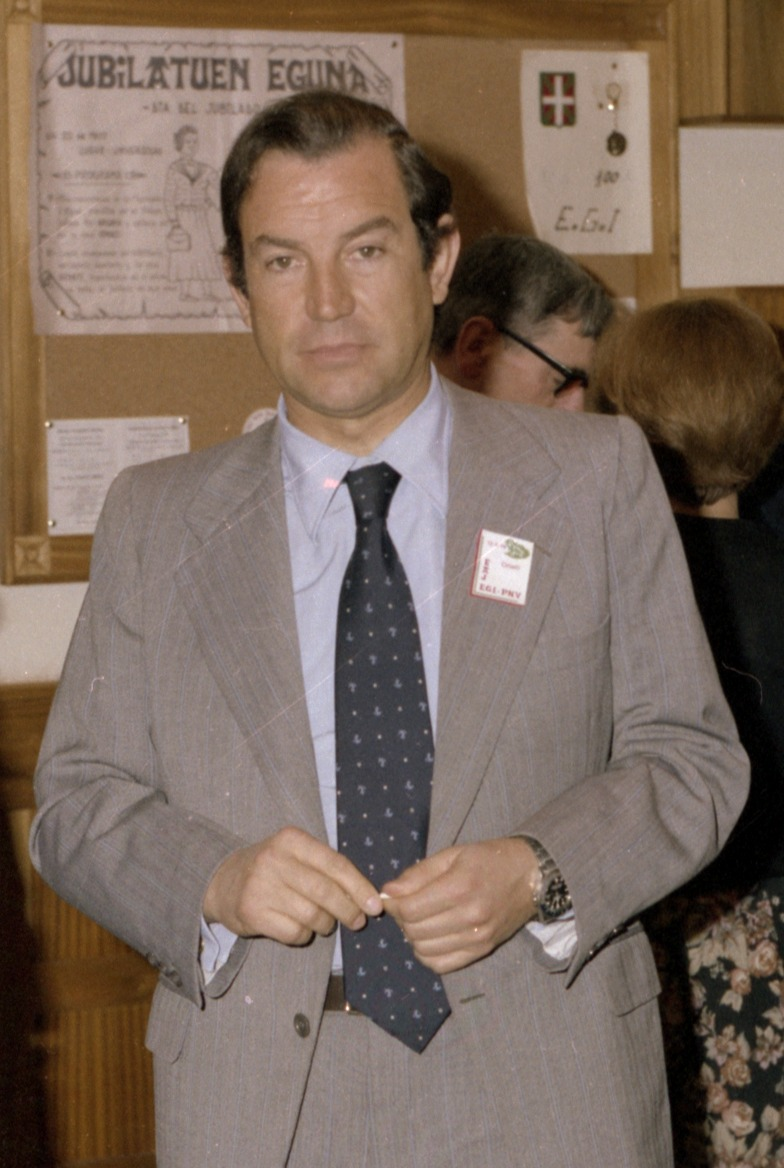
Carlos Garaikoetxea en 1979.

Tras su paso por el Consejo Foral, ejerció la abogacía hasta 1979, al tiempo que ocupaba cargos en el PNV, en el que ingresó en 1975. Entre ese año y 1980 fue dirigente del PNV en Navarra. En 1979 abandonó la abogacía para dedicarse a tiempo completo a la labor política. Entre 1977 y 1980 presidió el máximo órgano del partido, el Euzkadi Buru Batzar. En las elecciones municipales y forales de 1979 Garaikoetxea resultó elegido miembro del Parlamento Foral de Navarra. En junio de ese mismo año fue nombrado presidente del Consejo General Vasco, órgano preautonómico vasco, sustituyendo a Ramón Rubial.

### Lendakari del Gobierno Vasco
Tras la aprobación del Estatuto de Guernica, fue elegido lendakari del Gobierno Vasco en 1980, siendo reelegido en 1984 con 32 escaños. Un año después, fue sustituido por José Antonio Ardanza por discrepancias con la dirección de su partido. 
Su mandato se caracterizó por la construcción del gobierno e instituciones autonómicas vascas. Así, tuvo que desarrollar el Estatuto de Autonomía del País Vasco de 1979. Entre las competencias asumidas se encontraban el orden público, con la consiguiente creación de un cuerpo de policía autonómica (la Ertzaintza) en 1982, la creación del Servicio Vasco de Salud (Osakidetza) en 1983, o la creación de la radiotelevisión vasca, EiTB, con una primera emisión el 27 de diciembre de 1982. Fue una etapa que se caracterizó por la austeridad en el gasto gubernamental, o la consecución del Concierto Económico vasco en 1981.
Durante su mandato también se abrió la posibilidad de sindicación a los funcionarios del Gobierno Vasco, un asunto que fue muy polémico en su día. Asimismo, se produjeron eventos relevantes, como fueron la visita del papa Juan Pablo II, las inundaciones de 1983, modelo de gestión de crisis del entonces recién estrenado sistema "SOS deiak", o accidentes, como el de la explosión en la escuela de Ortuella en 1980, o el del monte Oiz, en 1985, en el que se estrelló un avión de pasajeros.

### Surgimiento de EA
En 1986, tras muchas desavenencias con la dirección del PNV en torno a la "Ley de Territorios Históricos", que debía delimitar las competencias del Gobierno Vasco y las de las Diputaciones Forales de los tres territorios históricos, la expulsión de toda la organización navarra o la expulsión en Vitoria del que llegaría a ser primer presidente de EA, Manuel Ibarrondo, se separó del PNV para fundar Eusko Alkartasuna el 17 de septiembre, partido que presidió hasta 1999 y por el que resultó elegido diputado del Parlamento Vasco en las elecciones autonómicas de 1986, de 1990, de 1994 y 1998 (últimas elecciones a las que concurrió como candidato). De 1987 a 1991 fue diputado en el Parlamento Europeo (entre 1987 y 1989 como cabeza de lista de la Coalición por la Europa de los Pueblos, con Esquerra Republicana de Cataluña (ERC) y Partido Nacionalista Galego (PNG); desde 1989 a 1991 como cabeza de lista de Por la Europa de los Pueblos, con los mismos socios, a los que cedió el escaño para el resto de legislatura, según los acuerdos electorales. Entre 1990 y 1991 fue el presidente de la Alianza Libre Europea. 
Fue de nuevo cabeza de lista de la coalición formada con ERC para concurrir a las elecciones al Parlamento Europeo de 1994. El fracaso electoral (la candidatura no consiguió ningún escaño, debido fundamentalmente a la caída del voto en Navarra y el País Vasco) hizo que Garaikoetxea presentara la dimisión como presidente de Eusko Alkartasuna, que no fue aceptada. En noviembre de 1999 se retiró de la política activa.
El 21 de noviembre de 2009 participó en la presentación de un documento a favor de la "acumulación" de fuerzas abertzales junto con dirigentes de EA, a la que también acudió Tasio Erkizia, antiguo dirigente de Herri Batasuna.

### Creación de Bildu
Fruto de este documento, EA, Alternatiba e independientes ideológicamente afines a la izquierda abertzale, iniciaron el Acuerdo estratégico entre Eusko Alkartasuna y la izquierda abertzale en el que crean una coalición de izquierda independentista.
En este nuevo escenario surgiría Bildu, que se presentó a las elecciones municipales, a las Juntas Generales y a las Parlamento de Navarra de 2011. Garaikoetxea participó en la campaña de la coalición, que quedó como segunda fuerza política en votos y primera en número de concejales en el País Vasco y cuarta fuerza política en votos y tercera en número de concejales en Navarra.

## Reconocimientos
- El Ayuntamiento de Oquendo (Álava) ha dedicado el nombre de una calle a Carlos Garaikoetxea.
- Recibe en 2011 la Cruz del Árbol de Guernica, máxima distinción que entrega el Gobierno vasco en reconocimiento a aquellas personas que se hayan distinguido por sus servicios prestados al País Vasco.